# Gwiazda zmienna półregularna
Gwiazda zmienna półregularna – gwiazda należąca do klasy czerwonych olbrzymów lub czerwonych nadolbrzymów posiadająca cechy podobne do miryd. Krzywa zmian jasności gwiazd półregularnych jest mało regularna oraz często posiada kilka nakładających się okresów i amplitud. Okresy regularnych zmian jasności przeplatają się z okresami wyraźnej nieregularności.
W grupie gwiazd półregularnych występują cztery podtypy:
- SRa – olbrzymy typów widmowych M, C i S o krzywych podobnych do miryd, przy czym krzywa jasności ma okres od 35 do 1200 dni, a amplitudę około 2m. Przykładem jest gwiazda Z Aquarii.
- SRb – gwiazdy podobne do klasy SRa z mniej regularną krzywą i okresem od 20 do 2300 dni. Przykładami są gwiazdy: RR Coronae Borealis i AF Cygni.
- SRc – nadolbrzymy klasy M, o bardzo długich okresach trwających nawet do kilku tysięcy dni i amplitudzie ok. 1m. Przykładem jest gwiazda Granat.
- SRd – olbrzymy i nadolbrzymy klasy F, G i K o okresach od 30 do 1100 dni i amplitudzie od 0,1m do 4,0m. Przykłady to: SX Herculis i SV Ursae Majoris.